# Kolej gondolowa na Halę Skrzyczeńską
Kolej gondolowa na Halę Skrzyczeńską – kolej gondolowa z gondolami 10-osobowymi, ze Szczyrku na Halę Skrzyczeńską w Beskidzie Śląskim. Funkcjonuje w ramach Szczyrk Mountain Resort. Została uruchomiona 22 grudnia 2017.

## Dane techniczne
| Kolej gondolowa                       | na Halę Skrzyczeńską |
| ------------------------------------- | -------------------- |
| Długość trasy [m]                     | 1427                 |
| Poziom stacji dolnej [m n.p.m.]       | 591                  |
| Poziom stacji górnej [m n.p.m.]       | 1001                 |
| Różnica poziomów [m]                  | 410                  |
| Podpory trasowe                       | bd.                  |
| Typ gondoli                           | bd.                  |
| Liczba gondoli                        | bd.                  |
| Zdolność przewozowa [osób na godzinę] | 3000                 |